# محمد رضا بايرامي
محمد رضا بايرامي (بالفارسية: محمدرضا پايرامى) كاتب وروائي إيراني من أذربيجان الجنوبية.

## حیاته
ولد بايرامي عام 1965 بالقرب من جبل سبلان في أردبيل، أذربيجان، هاجر في عام 1962 إلى طهران ويعيش في طهران حتى الآن. وقد ترجمت عدة روایات من أعمال محمد رضا بایرامي إلی الكثیر من اللغات؛ ومنها العربية.

## آثاره
- «لم يزرع»
- «صخرة السلام»
- «موتى الروضة الخضراء»

## رواية «موتى الروضة الخضراء»
وتروي هذه الرواية هجوم قوات النظام البهلوي على فرقة «دموكرات آذربايجان» خلال العامين 1945 و 1946. وكانت آذربايجان قد اعلنت استقلالها في ذروة الحرب العالمية الثانية، لكن الاتحاد السوفيتي سابقاً وبسبب انشغاله في الحرب، اضطر لإخراج جزء من قوات الجيش الأحمر من إيران. وقد ذهب الكثير من أعضاء فرقة «دموكرات» إلى الاتحاد السوفيتي لإنقاذ أنفسهم، وأحدهم «بالاش» وهو الشخصية الرئيسية للرواية ومدير إذاعة الجمهورية حیث لجأ مع نجله إلى الاتحاد السوفيتي السابق.
تم ضبط الكتاب «موتى الروضة الخضراء» من قبل وزارة الثقافة والإرشاد الإسلامي فی ایران.

## جائزة
- جائزة أفضل رواية في الدورة التاسعة لمسابقة جلال آل أحمد الأدبية لرواية «لم يزرع».[1]
- شهادة تقديرية لجائزة لايبزيغ للكتاب عن رواية صخرة السلام (الدورة الـ51)[2] السبت 8 مارس 2014 - 16:09 بتوقيت غرينتش
- جائزة «أوراسیا» لرواية «موتى الروضة الخضراء»[3]